# Lázaro Cárdenas, Cuquío
Lázaro Cárdenas är en ort i Mexiko.   Den ligger i kommunen Cuquío och delstaten Jalisco, i den centrala delen av landet, 400 km väster om huvudstaden Mexico City. Lázaro Cárdenas ligger 1 778 meter över havet och antalet invånare är 1 373.
Terrängen runt Lázaro Cárdenas är kuperad åt sydost, men åt nordväst är den platt. Runt Lázaro Cárdenas är det ganska tätbefolkat, med 86 invånare per kvadratkilometer. Närmaste större samhälle är San Gabriel, 8,2 km norr om Lázaro Cárdenas. I omgivningarna runt Lázaro Cárdenas växer huvudsakligen savannskog.